# エンリケ・ロザ

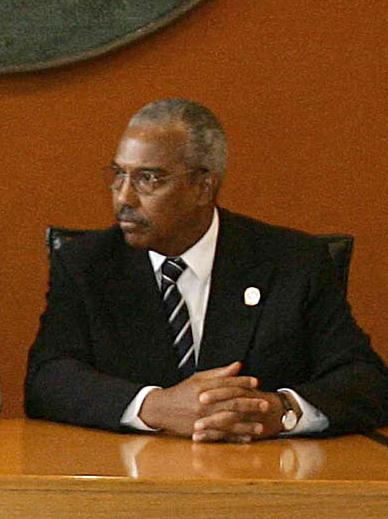
エンリケ・ロザ（2005年）

エンリケ・ペレイラ・ロザ（Henrique Pereira Rosa、1946年1月18日 - 2013年5月15日）は2003年9月28日から2005年10月1日までギニアビサウ共和国の暫定大統領を務めた政治家。

## 来歴
1946年1月18日、ポルトガル領ギニア東部のバファタで生まれた。
2003年9月14日の軍事クーデターによってクンバ・ヤラ大統領が失脚し、政務官、民間団体指導者および、ヴェリッシモ・コレイア・セアブラ将軍主導の立憲民主秩序復旧のための軍事委員会との間で会談がもたれ、ロザが暫定大統領に指名された。
ロザ主導による暫定政府の主要目的は、立憲的、民主的国家へ復帰するための選挙管理をすることであった。2004年に議会選挙が自由公正に実施されたことにより、この目標は達成された。2005年の6月と7月に大統領選挙投票が行われ、これも民主的かつ透明であるとみなされ、元大統領(1980-1999)であったジョアン・ヴィエイラ候補が当選した。
2年間の任期の間に、ロザ政権はギニアビサウの人権向上を通して、政治的安定化を図った。
2005年10月1日、大統領の座をヴィエイラに交代した。
2013年5月15日、肺癌のためポルトガル・ポルトの病院で死去。67歳没。